# Don't Sit Down 'Cause I've Moved Your Chair
Don't Sit Down 'Cause I've Moved Your Chair è il primo singolo estratto dal quarto album degli Arctic Monkeys Suck It and See, pubblicato il 12 aprile 2011 come download digitale. Il 16 aprile ne è stata pubblicata una versione limitata in vinile in occasione del Record Store Day, mentre i singoli commerciali, nei formati 7" e 10", sono usciti il 30 maggio.

## Tracce CD
10", download digitale MP3
- Don't Sit Down 'Cause I've Moved Your Chair - 3:04
- The Blond-O-Sonic Shimmer Trap - 3:25
- I.D.S.T. - 1:49

7"
- Don't Sit Down 'Cause I've Moved Your Chair - 3:04
- I.D.S.T. - 1:49

7" (UK Record Store Day Limited Edition)
- Don't Sit Down 'Cause I've Moved Your Chair - 3:04
- Brick by Brick - 2:58